# Maria z Nazaretu (serial telewizyjny)
Maria z Nazaretu – włosko-niemiecki telewizyjny miniserial biograficzny z 2012 roku. Opowiada on dzieje Maryi z Nazaretu oraz świętej rodziny. We Włoszech emitowany był jako film dwuczęściowy (2x100 minut), natomiast w Polsce jako miniserial, składający się z 4 odcinków po 50 minut każdy.

## Obsada
| Aktor                | Rola             |
| -------------------- | ---------------- |
| Alissa Jung          | Maria            |
| Luca Marinelli       | Józef            |
| Paz Vega             | Maria Magdalena  |
| Andreas Pietschmann  | Jezus            |
| Antonia Liskova      | Herodiada        |
| Thomas Trabacchi     | Joazar           |
| Roberto Citran       | Joachim          |
| Antonella Attilli    | Anna             |
| Andrea Giordana      | Herod            |
| Johannes Brandrup    | Herod Antypas    |
| Nikolai Kinski       | Judasz Iskariota |
| Toni Laudadio        | Piotr Apostoł    |
| Sergio Múñiz         | Antypater II     |
| Robert Stadlober     | Hirkan           |
| Remo Girone          | Poncjusz Piłat   |
| Marco Rulli          | Jan Ewangelista  |
| Marco Foschi         | Jan Chrzciciel   |
| Mariano Rigilo       | Symeon Starzec   |
| Marco Messeri        | Zachariasz       |
| Ditta Teresa Acerbis | Elżbieta         |
| Raffaele Vannoli     | Józef z Arymatei |
| Alice Bellagamba     | Salome           |
| Yassine Ben Gamra    | Mateusz          |
| Marco Gambino        | Kajfasz          |
| Bahram Aloui         | Jakub            |
| Saber Araki          | Andrzej Apostoł  |
| Nejib Belhassen      | Filip Apostoł    |
| Hiszam Rustum        | Eleazar          |